# Článek 28

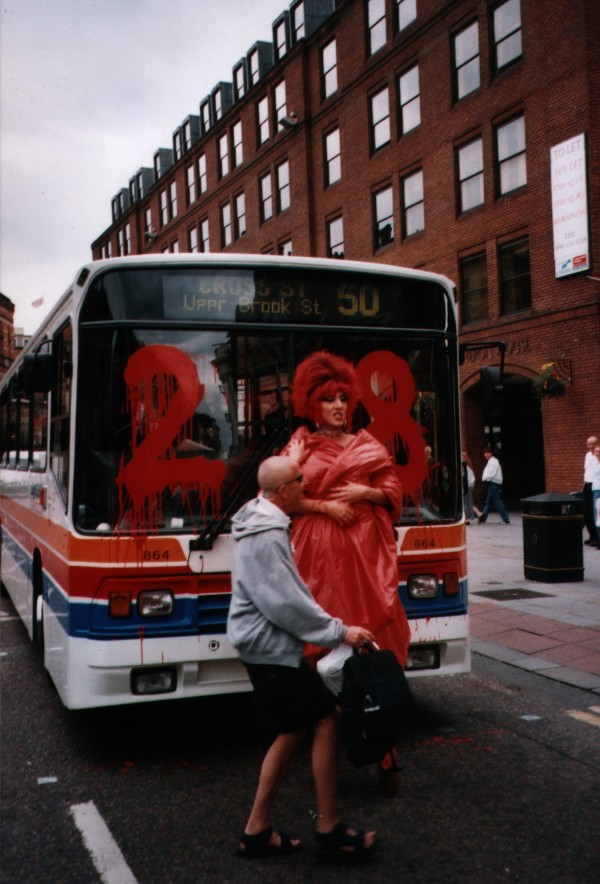
Nápis 28 na britském autobuse jako protest proti článku 28

Článek 28 (Clause 28, též Section 28) bylo rozšíření zákona o místní správě (Local Government Act) ve Velké Británii, který se týkal zákazu propagace homosexuality ve výuce a propagačních dokumentech vydávaných místní správou (Prohibition on promoting homosexuality by teaching or by publishing material). Dodatek byl přijat 24. května 1988 konzervativní většinou Britského parlamentu za vlády Margaret Thatcherové. Definitivně byl zrušen v roce 2003.

## Historie
Návrh zákona představil David Wilshire a získal velkou podporu Jill Knightové. Zakazoval obcím, školám a místním orgánům „propagaci homosexuality“, což mělo za následek, že ve všech oblastech veřejného života bylo povoleno o homosexualitě hovořit pouze negativně. Toto opatření vedlo k odporu příslušníků LGBT komunity ve Velké Británii, kteří v něm spatřovali cenzurní zásah. Vzhledem k rozsáhlým pravomocem britských místních orgánů měli obavu z negativního dopadu v oblastech sociálního zabezpečení, bytové politiky, místní zdravotní služby, základních a středních škol, knihoven a mládežnických skupin, financování preventivních a pomocných projektů, divadel, kin a galerií, udělování licencí pro kavárny, restaurace a kluby, pronájmu prostor pro festivaly a přednášky. Pravidla pro rovnost šancí a proti diskriminaci nebylo možno v tomto ohledu uplatnit. Představitelé LGBT komunity se obávali autocenzury ve školách, chybějících opatření proti diskriminaci a znemožnění toho, že homosexualita může být představena jako legitimní způsob života.
Novela nařizovala, že místní orgány „nemají úmyslně propagovat homosexualitu nebo publikovat materiál s úmyslem propagovat homosexualitu“ (intentionally promote homosexuality or publish material with the intention of promoting homosexuality) nebo „podporovat výuku v jakékoliv veřejné škole o přijatelnosti homosexuality jako domnělých rodinných vztahů (promote the teaching in any maintained school of the acceptability of homosexuality as a pretended family relationship).
Labouristická vláda Tonyho Blaira podnikla od roku 2000 několik pokusů o zrušení ustanovení, což se podařilo až v roce 2003, kdy 18. listopadu vstoupil v platnost nový článek 122 Local Government Act. Na území Skotska byl článek 28 zrušen již 21. června 2000.